# 大野克夫バンド
大野克夫バンド（おおのかつおバンド）は日本のバンド。

## 概要
大野克夫自身が所属していた井上堯之バンドが解散した1980年に結成。大野の個人バンド「フリーウェイズ」から発展したものであり、大野が作曲、プロデュースしたアイドル歌手のバックバンドをきっかけに本格的に始動。井上堯之バンドが担当していたテレビドラマ『太陽にほえろ!』の音楽を引き継いだ。テレビアニメ『名探偵コナン』のテーマソングも同バンドの演奏である。
2004年8月7日放送の公開番組「第36回思い出のメロディー」（NHK）に出演。バンド結成24年目にして初めてテレビに出演し、「“太陽にほえろ!”メインテーマ」「“名探偵コナン”メインテーマ」「傷だらけの天使」の3曲をメドレーで演奏した。
2007年にアサヒビール「極旨」のCMで、元々、井上堯之バンドの演奏であった「傷だらけの天使」を演奏している。
2021年1月27日に、劇場版『名探偵コナン』のサウンドトラック全22作品の音楽配信が、順次開始された。リーダーである大野は「名探偵コナンの楽曲が、一挙に配信されることになりました。是非、名探偵コナンの世界を音楽でご堪能下さい！」とコメントしている。

## 現在のメンバー
| 人名                         | 生年月日               | 出身地       | 担当                                   |
| ---------------------------- | ---------------------- | ------------ | -------------------------------------- |
| 大野克夫 （おおの かつお）   | 1939年9月12日（85歳）  | 京都府京都市 | ハモンドオルガン ピアノ シンセサイザー |
| 原田末秋 （はらだ すえあき） | 1954年11月15日（70歳） | 宮崎県       | ギター                                 |
| 古川望 （ふるかわ のぞみ）   | 1959年5月14日（66歳）  | 大阪府       | ギター                                 |
| 河合代介 （かわい だいすけ） | 1965年7月23日（59歳）  | 愛知県豊橋市 | ハモンドオルガン                       |
| 樋沢達彦 （ひざわ たつひこ） | 1957年2月25日（68歳）  | 東京都       | ベース                                 |
| 田中清司 （たなか きよし）   | 1948年1月1日（77歳）   |              | ドラム                                 |
| 増岡正 （ますおか ただし）   |                        |              | パーカッション                         |

## 過去に在籍したメンバー
| 人名                       | 生年月日              | 出身地             | 担当                                          |
| -------------------------- | --------------------- | ------------------ | --------------------------------------------- |
| 村岡建 （むらおか たける） | 1941年1月12日（84歳） | 東京都             | サクソフォーン クラリネット フルート ピッコロ |
| 速水清司 （はやみ きよし） | 1951年2月3日（74歳）  | 鹿児島県沖永良部島 | ギター                                        |
| 大海翔 （おおみ しょう）   | 1986年7月25日（38歳） |                    | ピアノ                                        |

## ディスコグラフィ

### シングル
|                      | 発売日               | タイトル                           | 製造番号             | 順位                 |
| ポリドール・レコード | ポリドール・レコード | ポリドール・レコード               | ポリドール・レコード | ポリドール・レコード |
| -------------------- | -------------------- | ---------------------------------- | -------------------- | -------------------- |
| 1st                  | 1981年9月21日        | ラガー刑事のテーマ                 | 7DX-1126             |                      |
| 2nd                  | 1982年9月25日        | ボギー刑事のテーマ                 | 7DX-1201             |                      |
| 3rd                  | 1982年9月25日        | ジプシー刑事のテーマ               | 7DX-1202             |                      |
| 4th                  | 1983年8月1日         | ブルース刑事のテーマ               | 7DX-1253             |                      |
| 5th                  | 1983年8月1日         | マミー刑事のテーマ                 | 7DX-1254             |                      |
| 6th                  | 1984年10月25日       | 太陽にほえろ! マイコン刑事のテーマ | 12MX-1194            |                      |
| 7th                  | 1985年8月25日        | デューク刑事のテーマ               | 7DX-1388             |                      |
| ポリグラム           |                      |                                    |                      |                      |
| 8th                  | 1996年1月25日        | 「名探偵コナン」メインテーマ       | PODX-1007            | 97位                 |

### サウンドトラック
|                      | 発売日               | タイトル                                                     | 製造番号             | 順位                 |
| ポリドール・レコード | ポリドール・レコード | ポリドール・レコード                                         | ポリドール・レコード | ポリドール・レコード |
| -------------------- | -------------------- | ------------------------------------------------------------ | -------------------- | -------------------- |
| 1st                  | 1981年10月21日       | 太陽にほえろ!'81                                             | 23MX-3050            |                      |
| 2nd                  | 1983年2月25日        | 太陽にほえろ!'83                                             | 23MX-3091            |                      |
| 3rd                  | 1984年12月10日       | 太陽にほえろ! / ロス市警アジア特捜隊                         | 25MX-3117            |                      |
| 4th                  | 1985年9月1日         | 太陽にほえろ!'85 NEW BEST                                    | 25MX-3120            |                      |
| ポリグラム           |                      |                                                              |                      |                      |
| 5th                  | 1996年2月21日        | 名探偵コナン オリジナル・サウンドトラック1                   | POCX-1017            |                      |
| 6th                  | 1996年5月2日         | 名探偵コナン オリジナル・サウンドトラック2                   | POCX-1027/8          |                      |
| 7th                  | 1996年11月25日       | 名探偵コナン オリジナル・サウンドトラック3                   | POCX-1055            |                      |
| 8th                  | 1997年4月23日        | 名探偵コナン 時計じかけの摩天楼 オリジナル・サウンドトラック | POCX-1072            |                      |
| 9th                  | 1997年11月27日       | 名探偵コナン オリジナル・サウンドトラック スーパー・ベスト   | POCX-1082            |                      |
| ポリドール・レコード |                      |                                                              |                      |                      |
| 10th                 | 2002年4月17日        | 名探偵コナン ベイカー街の亡霊 オリジナル・サウンドトラック   | UPCH-1150            |                      |
| ユニバーサルJ        |                      |                                                              |                      |                      |
| 11th                 | 2003年4月16日        | 名探偵コナン 迷宮の十字路 オリジナル・サウンドトラック       | UPCH-1239            |                      |
| 12th                 | 2003年12月17日       | 名探偵コナン オリジナル・サウンドトラック スーパー・ベスト2  | UPCH-1318            |                      |
| 13th                 | 2004年4月14日        | 名探偵コナン 銀翼の奇術師 オリジナル・サウンドトラック       | UPCH-1336            |                      |
| ZAIN RECORDS         |                      |                                                              |                      |                      |
| 14th                 | 2007年12月5日        | 名探偵コナン TVオリジナル・サウンドトラック Selection BEST   | JBCJ-9025/6          |                      |